# Катерина Медічі (1593—1629)
Катерина Медічі (італ. Caterina de’ Medici), або Катерина, дочка Фердинандо Медічі (італ. Caterina di Ferdinando de’ Medici; 2 травня 1593, Флоренція, Велике герцогство Тосканське — 17 квітень 1629, Сієна, Велике герцогство Тосканське) — італійська принцеса з дому Медічі, дочка Фердінандо I, великого герцога Тоскани; в шлюбі — герцогиня Мантуї і Монферрато. Правителька Сієни в 1627—1629 роках. Благодійниця.

## Біографія
Катерина Медічі народилася у Флоренції 2 травня 1593 року третьою дитиною і другою дочкою в сім'ї Фердинандо I, великого герцога Тоскани, і Христини Лотаринзької, принцеси з Лотаринзького дому. По батьківській лінії доводилась онукою Козімо I, великому герцогу Тоскани, та аристократці Елеонорі Альварес де Толедо, була в родинних відносинах з королями Іспанії. По материнській лінії була онукою Карла III, герцога Лотарингії, та Клавдії Французької, принцеси дому Валуа. Прабабусею Катерини по материнській лінії була французька королева Катерина Медічі.
Принцеса отримала хорошу освіту. Рано проявила схильність до чернечого способу життя, однак з династичних міркувань була видана в шлюб. Мала довірчі відносини з матір'ю. Збереглось їх листування, яке включає 600 листів, у яких велика герцогиня-вдова підтримувала доньку після шлюбу.
Маючи в своєму розпорядженні значні кошти, великі герцоги Тосканські могли розраховувати на гідні партії для принцес з дому Медічі. Першим попросив руки Катерини принц Віктор Амадей, майбутній герцог Савої. Однак двір у Флоренції зацікавився проєктом династичного союзу Катерини з Генріхом Стюартом, принцом Уельським. Переговори з королем Яковом I про можливе весілля спадкоємця престолів Англії і Шотландії і тосканської принцеси почав брат Катерини, великий герцог Козімо II. З цією метою в 1612 році він направив до двору в Лондоні свого таємного посланника. Яків I, король Англії і Шотландії, вважав пропозицію великого герцога привабливою. Монарха, який потребував грошей, вразив розмір посагу — 600 тисяч крон, які двір у Флоренції давав за нареченою. З боку великого герцога єдиною умовою було надання Катерині, як і двору майбутньої королеви, свободи віросповідання. Таким чином, Козімо II сподівався отримати дозвіл від Папи римського Павла V на шлюб принцеси-католички з принцом-протестантом. Святим Престолом була створена комісія з 5 кардиналів, яким були доручені організаційні питання. Через деякий час посаг нареченої було збільшено до одного мільйона крон, і двір в Лондоні висловив згоду надати свободу віросповідання Катерині та членам її двору, але цього виявилося недостатньо для Святого Престолу. Тривалі переговори ускладнило втручання французької королеви Марії Медічі, яка також планувала видати за принца Уельського одну зі своїх дочок. Питання вирішилось саме, коли в листопаді 1612 принц Уельський помер від черевного тифу.
У 1616 році великому герцогу Тосканському надійшла пропозиція видати Катерину за Фердінандо I, герцога Мантуї і Монферрато. До того, як стати герцогом, наречений з 1607 року був кардиналом, але після смерті старшого брата, який не залишив нащадків, 6 листопада 1616 року він відмовився від сану. Козімо II було відомо про таємний шлюб Фердінандо I з аристократкою Каміллою Фаа, і не дивлячись на те, що цей шлюб був визнаний недійсним, великий герцог побажав переконатися в достовірності цієї інформації. Він дав згоду на шлюб сестри і герцога тільки після того, як отримав на нього дозвіл Святого Престолу. Церемонія одруження відбулася 12 лютого 1607 року.
Катерина, не бажаючи миритися з присутністю Камілли Фаа в житті чоловіка, спочатку домоглася видалення дворянки в монастир кармеліток в Мантуї, потім у монастир кларисок у Феррарі, де 1622 року та прийняла чернечий постриг з ім'ям Катерини Камілли. Бастард від визнаного недійсним шлюбу жив при герцогському дворі. Катерина ставилася до хлопчика з любов'ю, але не дозволила чоловікові узаконити його. У самої герцогині сталося два викидні. Їх шлюб з герцогом виявився бездітним і нещасливим, хоча відносини носили спокійний характер.
Герцогиня вільно розпоряжалася особистими коштами, які витрачала на благодійність. Вона жертвувала гроші монастирям і організаціям, які надавали допомогу жінкам, які потрапили в скрутну ситуацію. Їй також подобалося забезпечувати посагом дівчат з бідних сімей.

### Вдівство
29 жовтня 1626 помер Фердінандо I. Овдовівши, Катерина вирішила покинути двір в Мантуї. Їй, схильній до самотнього і спокійного життя, не подобалася придворна метушня. Крім того, перша дружина покійного герцога, Камілла Фаа, все ще мала право користуватися підписом і печаткою дому Гонзага, чим дратувала законну вдову. Тому незабаром після смерті чоловіка Катерина переїхала з герцогського палацу в монастир Святої Урсули за порадою свого духівника Фульгенціо Джемма.
Переїзд Катерини в монастир не сподобався її братові, великому герцогу, за наполяганням якого вона повернулась до двору у Флоренції. Її повернення на батьківщину затягнулось на деякий час через вирішення питання, пов'язаного з її утриманням, належним їй як герцогині-вдові. У червні 1627 року Катерина оселилася в палаццо Пітті. Бачачи, як сестру обтяжує придворне життя, великий герцог призначив її правителькою Сієни, куди вона переїхала у липні 1627 року. Радником Катерини був призначений Агостіно Чігі. Єдиною проблемою, яка піднімалася під час її правління в місті, було питання про заборону вогнепальної зброї. Але і тут остаточне рішення було залишено за великим герцогом. Сама Катерина більшу частину свого часу приділяла відвідинам місцевих жіночих монастирів в товаристві дам з шляхетних родин. Вона з великою увагою стежила за моральністю і порядком як при своєму дворі, так і в самій Сієні. Герцогиня-вдова не відмовилась від думки прийняти чернечий постриг. На замовлення Катерини архітектор П'єтро Петруччі повинен був перебудувати під монастир приватний будинок в місті, але це замовлення залишивлось невиконаним. У 1629 році, незадовго до смерті, вона приклалася до реліквії — голови своєї покровительки — святої Катерини.
Катерина Медічі померла від віспи в Сієні 12 квітня 1629 року. Урочиста панахида по герцогині-вдові відбулась в соборі, де Герардо сарацині прочитав над труною покійної заупокійну молитву. Згідно з її заповітом, вона була похована в церкві Святого Лаврентія у Флоренції.

## В культурі
Збереглося кілька прижиттєвих портретів Катерини Медічі в різному віці, написаних різними художниками. Найбільш раннім зображенням герцогині є портрет 1595 року пензля Тіберіо Тіті, який зберігається в приватній колекції. На ньому вона зображена у віці 18 місяців. Портрет приблизно 1598 року пензля Крістофано Аллорі, на якому Катерина зображена з молодшим братом Франческо, портрет входить до зібрання галереї Палатіно у палаці Пітті у Флоренції. Портрет 1618 року, який приписують пензлю Тіберіо Тіті, входить до зібрання Історичного музею полювання і території на віллі Медічі в Черрето-Гвіді. В зібранні галереї Палатіно також знаходиться портрет герцогині пензля Юстуса Сустерманса, написаний в кінці 1621 року, під час перебування художника при дворі в Мантуї.